# Megachile auriceps
Megachile auriceps är en biart som beskrevs av Meade-waldo 1914. Megachile auriceps ingår i släktet tapetserarbin, och familjen buksamlarbin. Inga underarter finns listade i Catalogue of Life.